# Cupha erymanthis
Cupha erymanthis is een vlinder uit de familie van de Nymphalidae, onderfamilie Heliconiinae. De wetenschappelijke naam is voor het eerst geldig gepubliceerd door Dru Drury in 1773 als Papilio erymanthis".
De vlinder heeft een spanwijdte van 45 tot 55 mm. De voorvleugel is aan de basis oranje, terwijl de apex zwart is met kleine witte stippen. Daartussen bevindt zich een groot wit tot gelig veld met enige tekening. De achtervleugel is geheel oranje met fijne tekening. Ook de onderzijde van de vleugels is oranje, met een middenstreep, waardoor de vlinder met dichtgevouwen vleugels enigszins op een dor blaadje lijkt.
Cupha erymanthis komt verspreid voor over een groot deel van het Oriëntaals gebied. De vlinder leeft in bos en kan gedurende het gehele jaar worden aangetroffen. Als waardplanten worden diverse houtige planten gebruikt, met name soorten Flacourtiaceae.